# 曽拡情
曽 拡情（そう かくじょう）は中華民国の政治家。蔣介石の腹心の1人と目され、中華民族復興社（いわゆる藍衣社）の組織に従事した人物である。旧名は朝笏、別名は慕沂。

## 事跡

### 蔣介石の腹心へ
1913年（民国2年）、威遠県立中学に入学し、卒業後は成都の四川省立茶務講習所に進学する。1920年（民国9年）に卒業し、国内各地の製茶業の視察を行った。1921年（民国10年）、南京に移り、ここで中国国民党に加入する。翌1922年（民国11年）、私立朝陽大学法律系に入学した。
1924年（民国13年）、曽拡情は黄埔軍官学校第1期に入学し、11月に卒業して同校政治部少校科員となった。まもなく国民党軍校軍医党代表に任ぜられる。翌1925年（民国14年）春、軍政治部編纂となり、孫文主義学会に加入し、同年に東征（陳炯明討伐）に従事して宣伝工作を担当した。
同年夏に広州に戻り、国民革命軍教導第1団第3営党代表、第4団第2営第5連連長を歴任している。1926年（民国15年）6月、黄埔同学会幹部委員となり、1927年（民国16年）春、国民革命軍独立第13師党代表に任ぜられた。この年に曽拡情は蔣介石の随従秘書に任ぜられ、以後、その腹心の1人と目されることになる。翌年3月、黄埔同学会幹部委員兼書記長となり、さらに南京中央陸軍軍官学校政治部主任（後に政治訓練処処長に改組）となった。1929年（民国18年）春
、中央党部組織部秘書となり、3月、党第3回全国代表大会代表に選出されている。

### 藍衣社の結成
1930年（民国19年）、中原大戦終結後に曽拡情は四川省に戻り、軍事特派員に任命された。翌年9月、党第4回全国代表大会代表に選出され、さらに11月には第4期中央執行委員候補となっている。同年冬、中華民族復興社（いわゆる藍衣社）の結成に参画し、1932年（民国21年）3月、藍衣社監察幹事に任命された。翌年3月、四川党務特派員に任ぜられる。
1934年（民国23年）4月、曽拡情は国民政府軍事委員会北平分会政治訓練処処長に任命され、華北において反満抗日の地下工作に従事した。日本側は曽の各種工作に苦しみ、翌年6月の梅津・何応欽協定交渉の際に、日本側は曽も罷免要求の対象者に加えている。結局、同協定の成立に伴い軍事委員会北平分会は廃止され、曽も華北から撤退した。1935年（民国24年）7月、軍事委員会武昌行営政治訓練処西北分処中将処長（同年10月に西北剿匪総司令部政訓処処長に改組）に任ぜられた。翌年12月、西安事件が勃発すると、曽は罷免され軍法審判に付されたが、半年後に保釈されている。
日中戦争（抗日戦争）勃発後の1938年（民国27年）夏、曽拡情は軍事委員会戦時工作幹部訓練団第4団教育長代理に任命され、まもなく第8戦区長官部政治部中将主任に転じた。1943年（民国32年）1月、陸軍少将に任ぜられ、さらに陸軍大学政治部主任となっている。1945年（民国34年）5月、党第6期中央執行委員に再選された。

### 国共内戦での敗北、晩年
戦後の1946年（民国35年）5月、曽拡情は軍事委員会委員長重慶行営政務処処長に任ぜられ、以後、四川省で国民党の党勢維持に努めることになる。同年11月、制憲国民大会代表に選出された。1947年（民国36年）6月、党川康渝区党務特派員に任ぜられ、さらに国民政府主席重慶行轅（軍事委員会重慶行営を改組したもの）で秘書長も兼ねた。翌年1月、立法院立法委員に任命され、同院国際委員会委員となっている。6月、四川省党部主任委員となった。
国共内戦末期の1949年（民国38年）には、曽拡情は川陝甘辺区綏靖公署中将副主任、成都防守司令部政治部主任、四川省地方武装統一委員会主任委員などを務め、国民党による大陸西南部の死守に従事することになった。しかし、四川省は同年12月に中国人民解放軍により制圧され、曽も成都で捕虜とされてしまう。
以後、曽拡情は戦犯として収監され、1959年12月に特赦で釈放された。その後は遼寧省本渓市に移住し、遼寧省政治協商会議第4期・第5期委員、第6期政治協商会議全国委員会委員を歴任している。また、国民党時代の様々な事件について回顧記事を執筆し、刊行した。
1983年11月3日、本渓市にて死去。享年87（満86歳）。